# Альтегненберг
Альтегненберг (нім. Althegnenberg) — громада в Німеччині, розташована в землі Баварія. Підпорядковується адміністративному округу Верхня Баварія. Входить до складу району Фюрстенфельдбрук. Складова частина об'єднання громад Маммендорф.
Площа — 16,09 км2. Населення становить 2072 ос. (станом на 31 грудня 2020).

## Галерея

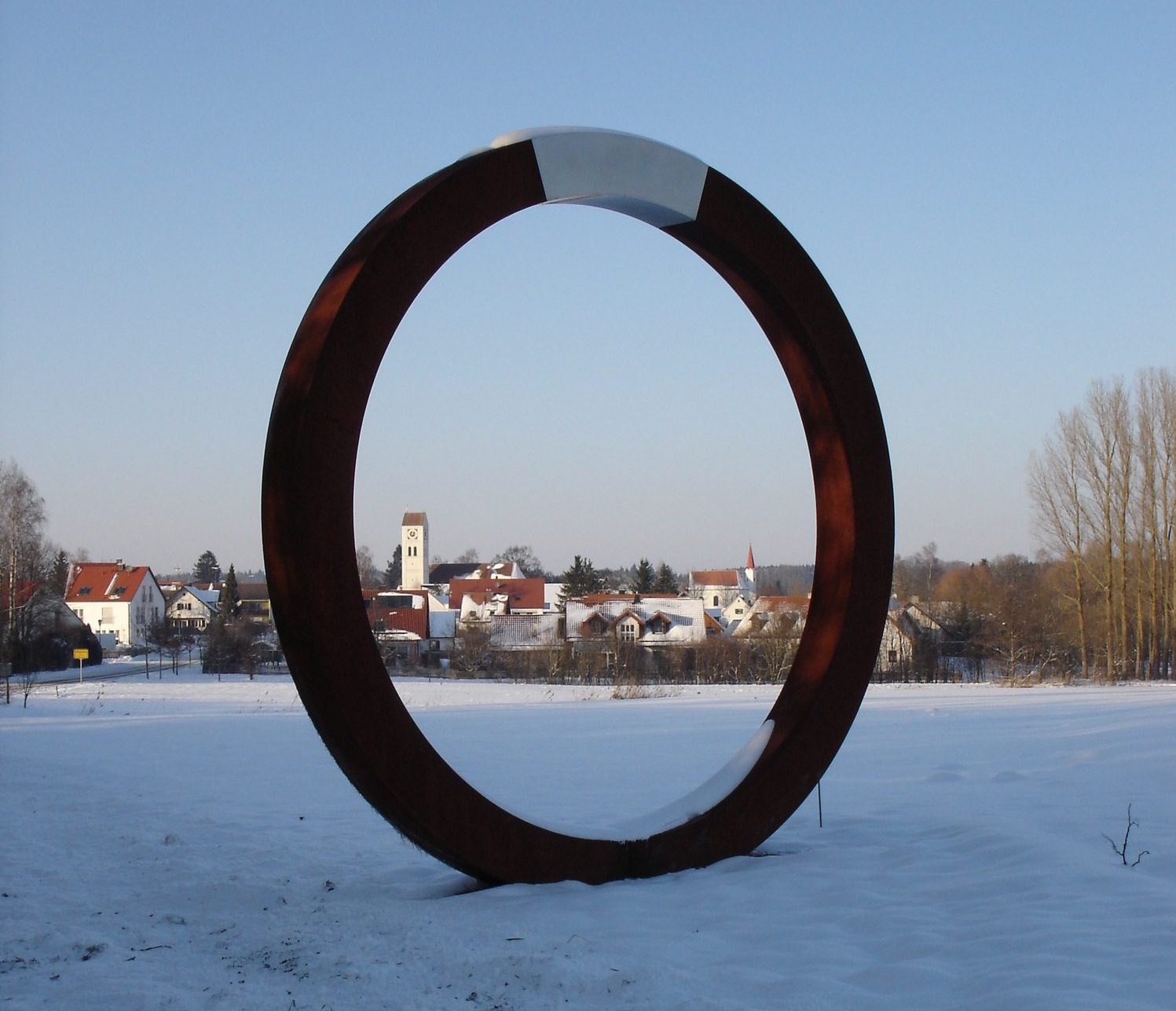
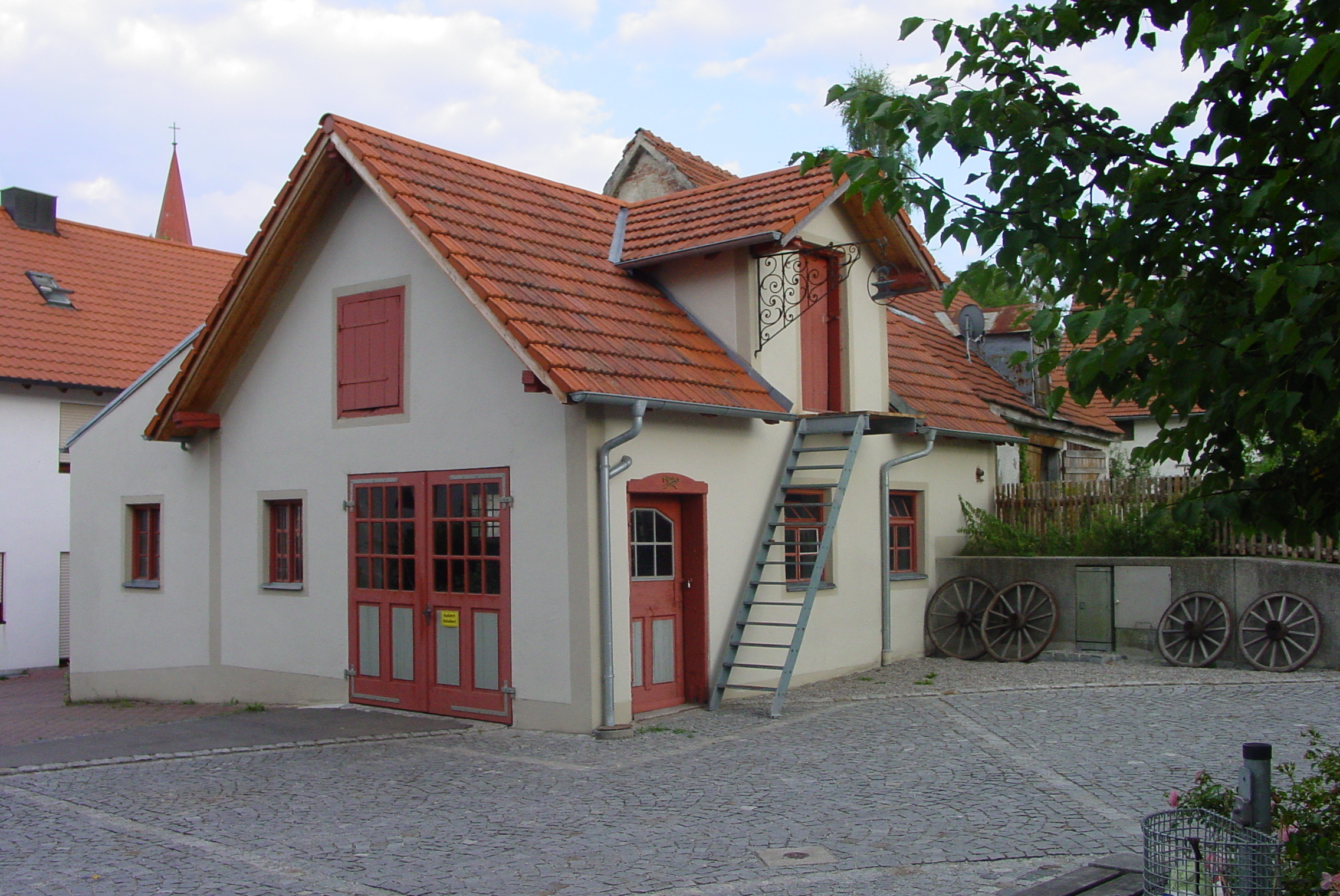
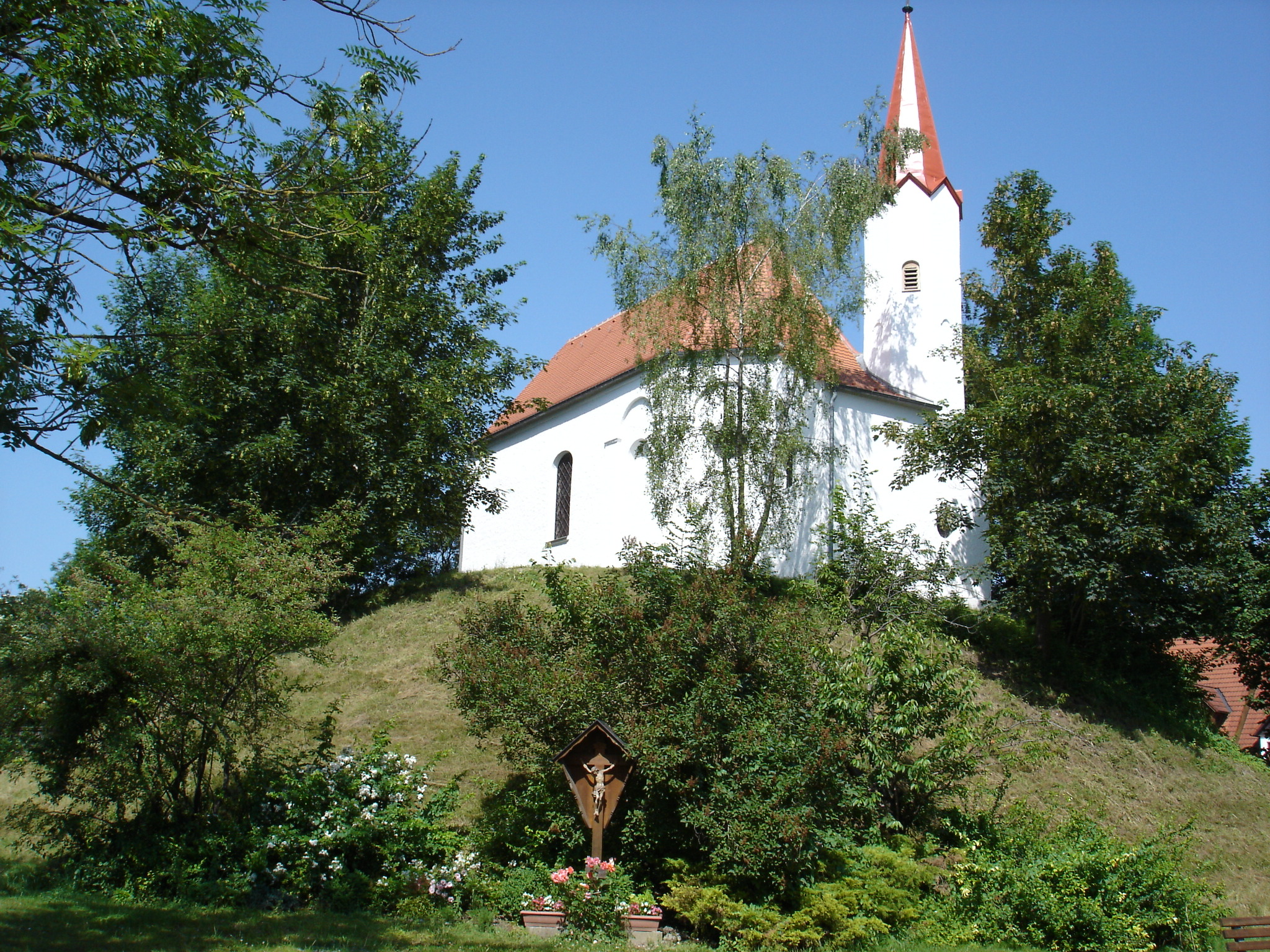
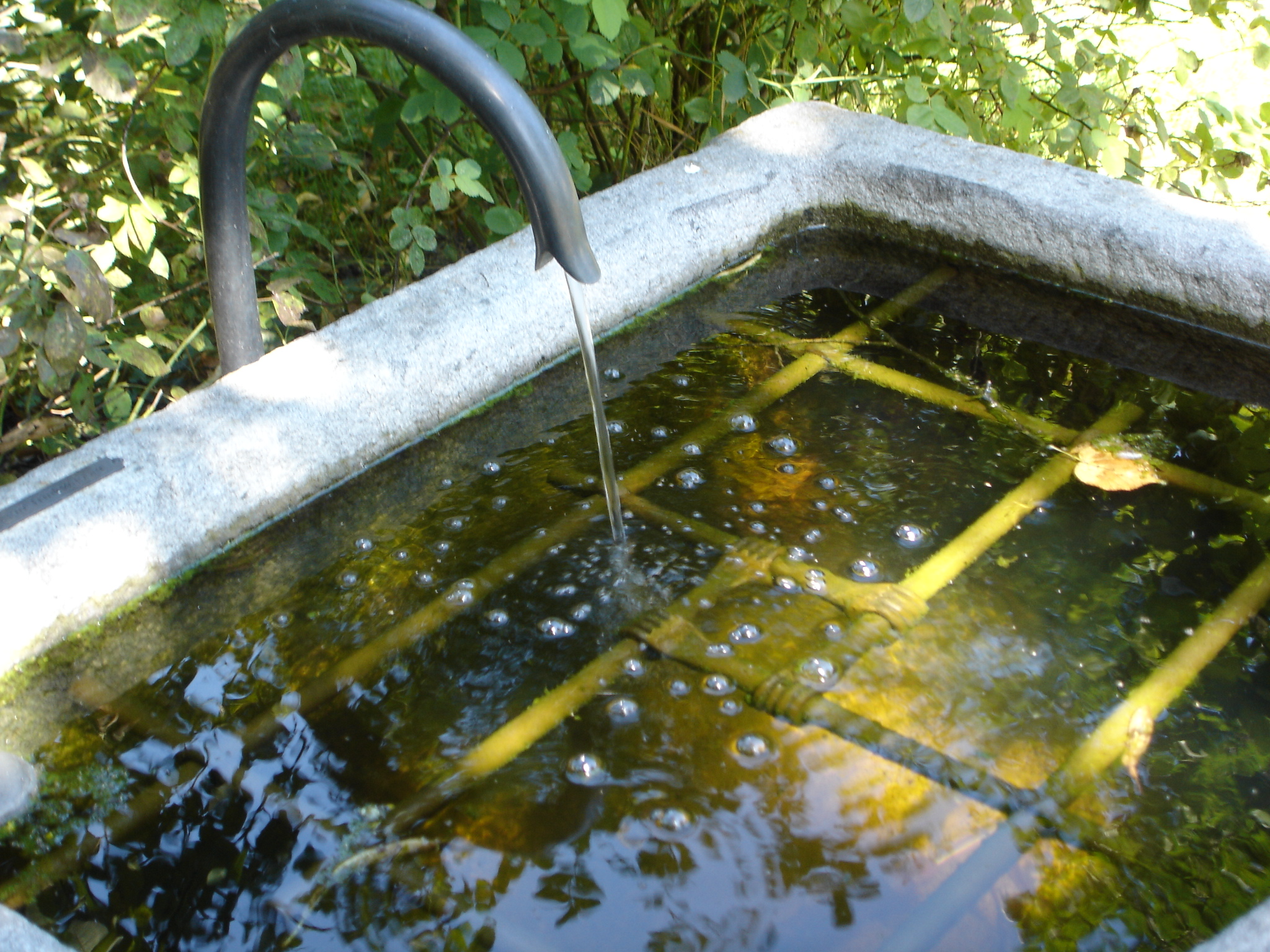
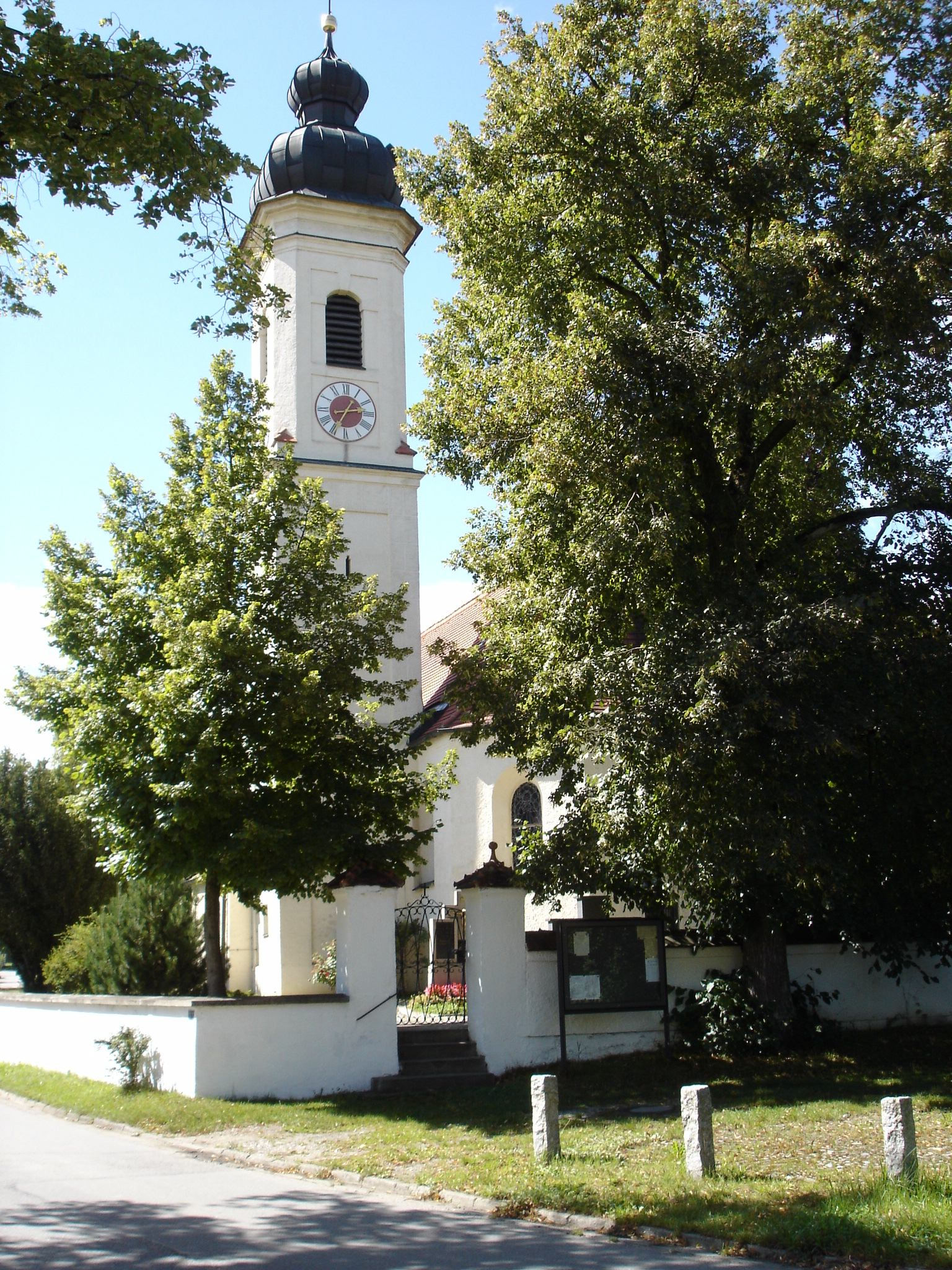
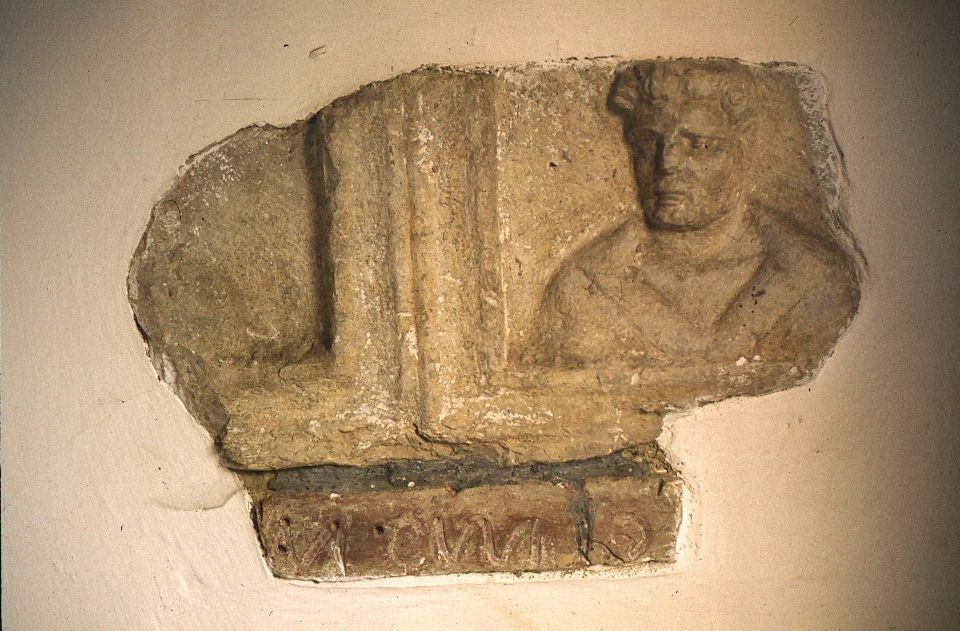